# Pseudoböhmit
Pseudoböhmit ist eine Aluminiumverbindung mit der chemischen Zusammensetzung AlO(OH). Sie besteht aus feinkristallinem Böhmit. Der Wassergehalt ist allerdings höher als in Böhmit.

## Geschichte
Calvet et al. prägten 1952 den Begriff Pseudobömit, als sie ein reines, synthetisches Aluminiumhydroxyd-Gel synthetisierten. Das XRD-Spektrum ist ähnlich wie das von Böhmit aber mit unterschiedlicher relativer Intensität der Peaks.

## Morphologie
Pseudoböhmit besteht im Wesentlichen aus feinkristallinem Böhmit, welcher aus den gleichen oder ähnlichen oktaedrischen Schichten in der xz-Ebene besteht, aber keine dreidimensionale Struktur aufweist, da in y-Richtung nur wenige Elementarzellen vorhanden sind. Er besteht aus einer erheblichen Anzahl an Kristalliten mit einer einzigen Elementarzelle in y-Richtung oder einzelnen oktaedrischen Schichten. Er enthält mehr Wasser, welches sich üblicherweise zwischen den oktaedrischen Schichten befindet, normalerweise zufällig angeordnet, aber manchmal regelmäßig.
Der Wassergehalt besteht aus adsorbiertem und chemisch gebundenem Wasser. Der höhere Wassergehalt gegenüber Böhmit kann durch die kleineren Kristallite erklärt werden. Während Böhmit aus relativ langen AlOOH-Ketten besteht, die mit H2O enden, sind diese Ketten bei Pseudoböhmit wesentlich kürzer. Der relative Wassergehalt wird durch die endständigen Wassermoleküle deutlich erhöht:
Es handelt sich um eine "nur geringfügig kristallisierte" Al3+-Verbindung der Zusammensetzung Al2O3 * x H2O (1.0 < x < 2.0) mit erhöhten zwischenplanaren Abständen von 0,67 nm in [020]-Richtung im Vergleich zu 0.612 nm bei Böhmit.
Bei höheren Temperaturen wandelt sich Pseudoböhmit in γ-Aluminiumoxid um, wobei die Größenverteilung der Poren bis zu 1000 °C erhalten bleibt. Bei 1100 °C findet allerdings bereits eine Sinterung statt und die spezifische Oberfläche nimmt ab, da ein Übergang zu α-Al2O3 stattfindet.

## Herstellung
Es wird erhalten durch Alterung von Alumniumhydroxidgel bei einem pH-Wert von 5.0 bis 7.4.

## Verwendung
Pseudoböhmit wird als Bindemittel bei der Herstellung von FCC-Katalysatoren und Adsorbentien eingesetzt. Es kann auch als Rohstoff für die Herstellung von aktiviertem Aluminiumoxid verwendet werden.
Eine breite Anwendung stellt die Herstellung von γ-Al2O3 dar. Dieses wird aufgrund der niedrigen Kosten, sowie hohen thermischen Stabilität und spezifischer Oberfläche für die Herstellung von Sorbentien, Katalysatoren und Katalysatorträgern verwendet. Pseudoböhmit wird auch zur Herstellung von α-Al2O3 verwendet, welches als feuerfester Werkstoff, Isolier- und als Abrasionschutzmittel Anwendung findet.